# Pena Lobo
Pena Lobo, ou Penalobo, é uma povoação portuguesa do Município do Sabugal que foi sede da extinta Freguesia de Pena Lobo, freguesia que tinha 16,64 km² de área e 141 habitantes (2011), e, por isso, uma densidade populacional de 8,5 hab/km². 
A Freguesia de Pena Lobo foi extinta (agregada) pela reorganização administrativa de 2012/2013, tendo o seu território sido agregrado ao das Freguesias de Pousafoles do Bispo e de Lomba para criar a União de Freguesias de Pousafoles do Bispo, Pena Lobo e Lomba.
Pena Lobo dista cerca de 15 km do Sabugal e tem como anexa a Água da Figueira.
O território desta freguesia terá sido habitado desde épocas remotas, como testemunham os vestígios encontrados nesta região. Esse espólio arqueológico indicia a presença do homem da pré-história e também a do povo romano.
Penalobo pertenceu ao concelho de Sortelha, até 1855, ano em que se deu a extinção deste tendo sido integrado no concelho (atual município) do Sabugal.
Apesar da escassez de documentos que esclarecem a origem toponímica de “Penalobo”, é possível que esta provenha do facto de, nos Invernos gelados, alguns lobos descerem à povoação em busca de comida.
As principais actividades económicas são a agricultura, a pastorícia e o pequeno comércio. O orago da freguesia é São Nicolau.
As principais festividades são a festa do Santo Cristo, a 3 de Maio e a de Santo Antão, em Agosto.
Recentemente Pena Lobo passou a ser turisticamente conhecida pelo seu Baloiço do Lobo.

## População
| População da freguesia de Pena Lobo | População da freguesia de Pena Lobo | População da freguesia de Pena Lobo | População da freguesia de Pena Lobo | População da freguesia de Pena Lobo | População da freguesia de Pena Lobo | População da freguesia de Pena Lobo | População da freguesia de Pena Lobo | População da freguesia de Pena Lobo | População da freguesia de Pena Lobo | População da freguesia de Pena Lobo | População da freguesia de Pena Lobo | População da freguesia de Pena Lobo | População da freguesia de Pena Lobo | População da freguesia de Pena Lobo |
| ----------------------------------- | ----------------------------------- | ----------------------------------- | ----------------------------------- | ----------------------------------- | ----------------------------------- | ----------------------------------- | ----------------------------------- | ----------------------------------- | ----------------------------------- | ----------------------------------- | ----------------------------------- | ----------------------------------- | ----------------------------------- | ----------------------------------- |
| 1864                                | 1878                                | 1890                                | 1900                                | 1911                                | 1920                                | 1930                                | 1940                                | 1950                                | 1960                                | 1970                                | 1981                                | 1991                                | 2001                                | 2011                                |
| 397                                 | 435                                 | 499                                 | 519                                 | 536                                 | 549                                 | 509                                 | 549                                 | 595                                 | 513                                 | 302                                 | 262                                 | 192                                 | 177                                 | 141                                 |

Por idades em 2001 e 2011:	

| 0-14 anos | 6 | 2 |  | 15-24 anos) | 17 | 7 |  | 25-64 anos | 82 | 66 |  | 65 e + anos) | 72 | 66 |

## Património
- Igreja Paroquial de São Nicolau;
- Capela de São Sebastião;
- Capela da Senhora da Boa Morte;
- Alminhas.